# Himalayablåstjärt
Himalayablåstjärt (Tarsiger rufilatus) är en liten flugsnappare i ordningen tättingar. Den häckar i Himalaya och flyttar vintertid till Indokina. Tidigare behandlades himalayablåstjärt och tajgablåstjärt (Tarsiger cyanurus) som en och samma art, då med det svenska namnet blåstjärt. IUCN kategoriserar den som livskraftig.

## Utseende och läte
Till storleken är himalayablåstjärten något större än en rödhake. Som namnet indikerar har båda könen blå stjärt och den har röda kroppssidor. Den adulta hanen har mörkt blå ovansida och vitt undersida. Adulta honor är bruna på ovansidan och har ett smutsvitt bröst.
Himalayablåstjärt har för sin familj ett typiskt tacc-läte som lockläte.

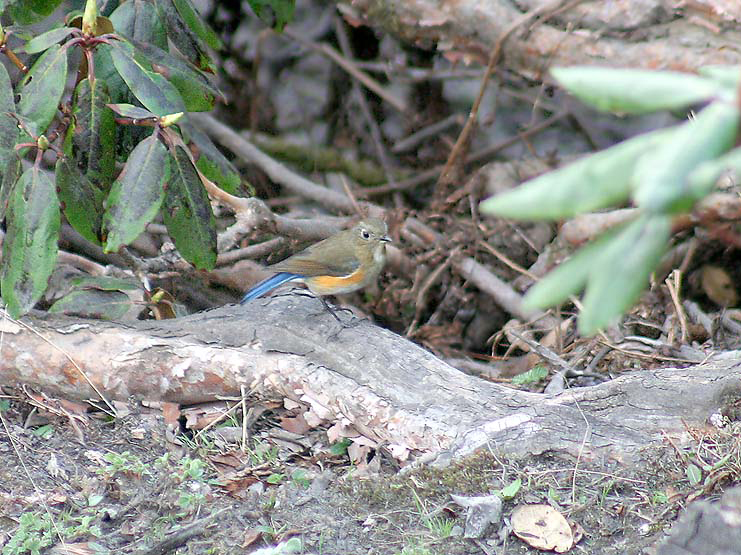
Hona eller ungfågel.
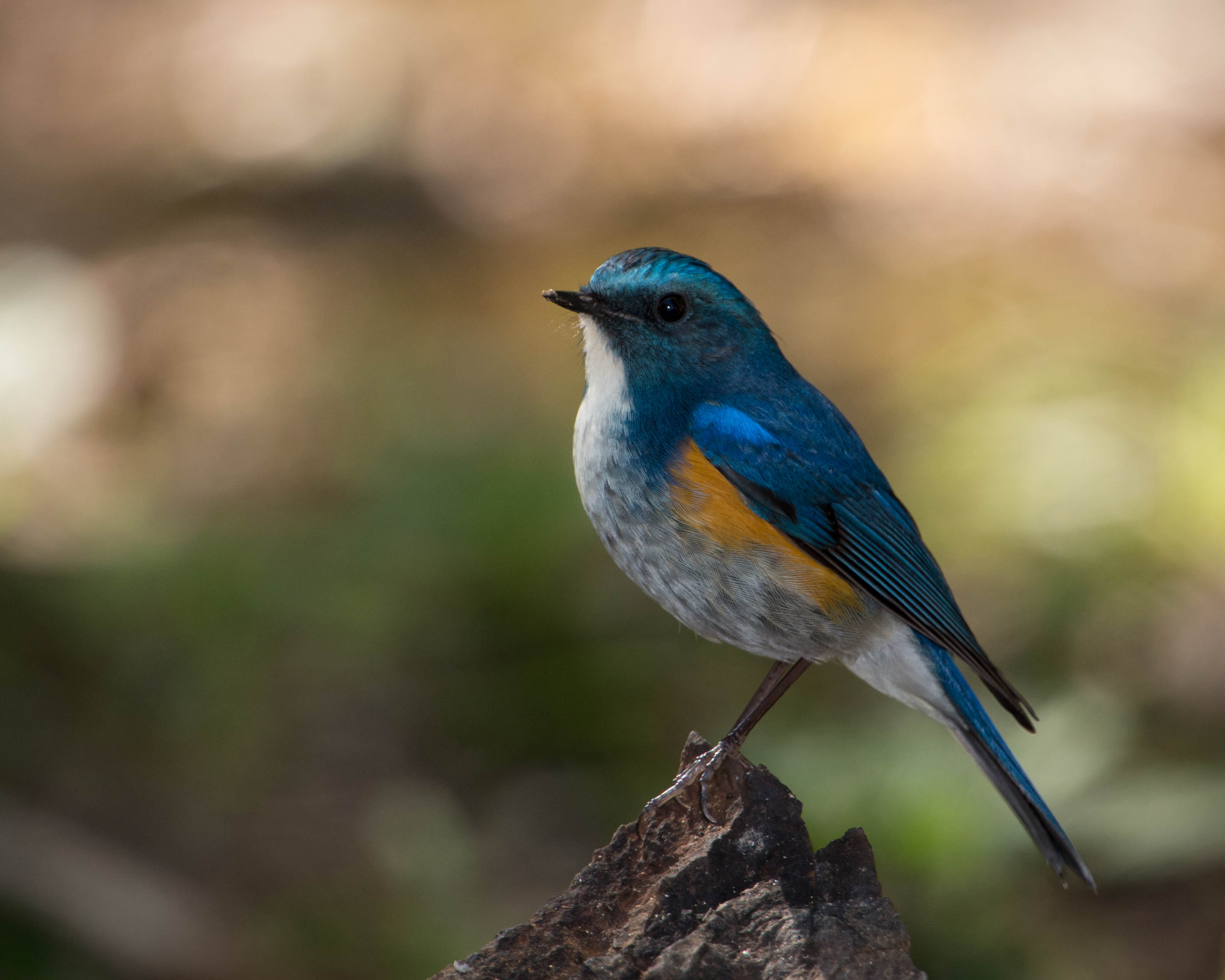
Hane.

## Utbredning och systematik
Himalayablåstjärt häckar i Himalaya från Nepal till nordöstra Indien och sydvästra Kina. Den övervintrar i Indokina. Arten delas in i två underarter med följande utbredning:
- Tarsiger rufilatus pallidior – västra Himalaya
- Tarsiger rufilatus rufilatus – centrala Himalaya till centrala Kina

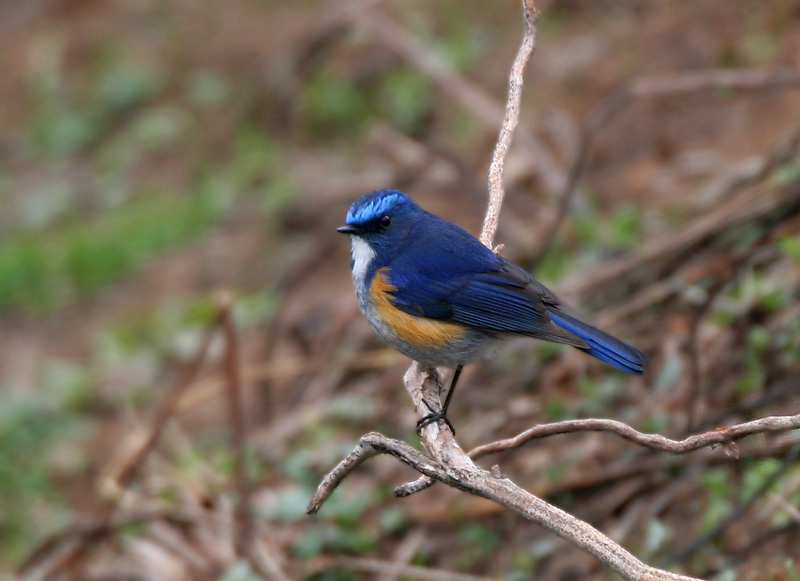
Hane fotograferad i Himachal Pradesh i Indien.

### Artstatus
Länge behandlades himalayablåstjärten som en underart till Tarsiger cyanurus som då bar trivialnamnet blåstjärt. Studier visar dock att de utgör två goda arter, varför Tarsiger cyanurus fick det nya namnet tajgablåstjärt och Tarsiger rufilatus namnet himalayablåstjärt.

### Familjetillhörighet
Arten ansågs fram tills nyligen (liksom bland andra buskskvättor, stentrastar, rödstjärtar) vara små trastar. DNA-studier visar dock att de är marklevande flugsnappare (Muscicapidae) och förs därför numera till den familjen.

## Ekologi
Himalayablåstjärten bygger sitt bo nära marken och lägger tre till fem ägg som ruvas av honan. Fågeln är en insektsätare.

## Status och hot
Arten har ett stort utbredningsområde, men tros minska i antal, dock inte tillräckligt kraftigt för att den ska betraktas som hotad. Internationella naturvårdsunionen IUCN listar arten som livskraftig (LC).